# Self-made: la vita di Madam C.J. Walker
Self-made: la vita di Madam C. J. Walker (titolo originale: Self Made: Inspired by the Life of Madam C.J. Walker) è una miniserie televisiva pubblicata il 20 marzo 2020 su Netflix, basata sulla biografia On Her Own Ground di A'Lelia Bundles.

## Trama
Self Made racconta "l'irriverente storia della pioniera della cura dei capelli afro Madam C. J. Walker e di come ha superato ostilità, rivalità e matrimoni tumultuosi per diventare la prima milionaria nera d'America."

## Personaggi e interpreti

### Personaggi principali
- Madam C. J. Walker, interpretata da Octavia Spencer, doppiata da Francesca Guadagno.
- Lelia, interpretata da Tiffany Haddish, doppiata da Sara Ferranti.
- Addie, interpretata da Carmen Ejogo, doppiata da Valentina Mari.
- Cleophus, interpretato da Garrett Morris, doppiato da Pino Ammendola.
- Ransom, interpretato da Kevin Carroll, doppiato da Stefano Mondini.
- John Robinson, interpretato da J. Alphonse Nicholson, doppiato da Stefano Sperduti.
- Charles James Walker, interpretato da Blair Underwood, doppiato da Simone Mori.

### Personaggi secondari
- Sweetness, interpretato da Bill Bellamy.
- Nettie, interpretata da Zahra Bentham.
- Esther, interpretata da Mouna Traoré, doppiata da Giulia Franceschetti.

## Produzione

### Sviluppo
Il 10 novembre 2016 è stata annunciata l'acquisizione, da parte di Zero Gravity Management, dei diritti sulla biografia di Madam C. J. Walker, intitolata On Her Own Ground, con l'intento di produrre una miniserie. La serie sarebbe stata scritta da Nicole Asher, diretta da Kasi Lemmons, e prodotta da Octavia Spencer, Christine Holder e Mark Holder.
Il 6 luglio 2017 è stato annunciato che Netflix aveva acconsentito alla produzione di una serie di otto episodi, con LeBron James, Maverick Carter, Mark Holder, Christine Holder, Janine Sherman Barrois, e Elle Johnson come produttori esecutivi. Kasi Lemmons avrebbe diretto il primo episodio. La serie è stata pubblicata il 20 marzo 2020.

### Casting
Con l'annuncio dello sviluppo del progetto, è stato confermato che Octavia Spencer avrebbe interpretato la protagonista Madam C. J. Walker. Il 6 agosto 2019, è stato reso pubblico che Tiffany Haddish, Carmen Ejogo, Blair Underwood, Garrett Morris, e Kevin Carroll erano entrati a far parte del cast. Il 21 agosto 2019 Bill Bellamy si aggiunge al cast. Il 15 ottobre 2019 Zahra Bentham e Mouna Traoré entrano a far parte del cast ricorrente.

### Riprese
La miniserie è stata girata tra il 26 luglio e il 20 settembre 2019 nelle città canadesi di Mississauga, Cambridge, Stratford e St. Catharines.